# Chaux-lès-Port
Chaux-lès-Port ist eine französische Gemeinde im Département Haute-Saône in der Region Bourgogne-Franche-Comté.

## Geographie
Chaux-lès-Port liegt auf einer Höhe von 220 m über dem Meeresspiegel, drei Kilometer nördlich von Port-sur-Saône und etwa 14 Kilometer nordwestlich der Stadt Vesoul (Luftlinie). Das Dorf erstreckt sich im zentralen Teil des Departements, leicht erhöht am östlichen Talrand der Saône.
Die Fläche des 4,15 km² großen Gemeindegebiets umfasst einen Abschnitt im Bereich des oberen Saônetals. Die westliche Grenze verläuft stets entlang der Saône, die hier einen nach Westen ausgreifenden Bogen zeichnet. Die Alluvialniederung der Saône liegt durchschnittlich auf 210 m und weist eine Breite von ungefähr einem Kilometer auf. Der Fluss ist zur Wasserstraße ausgebaut. Seine Ufer sind meist flach, doch an den Prallhängen treten Felsen mit Höhlen hervor. 
Vom Flusslauf erstreckt sich das Gemeindeareal ostwärts über die Talaue und einen langsam ansteigenden Hang bis auf das angrenzende Plateau, das aus einer Wechsellagerung von sandig-mergeligen und kalkigen Sedimenten der mittleren Jurazeit besteht. Mit 277 m wird ganz im Osten die höchste Erhebung von Chaux-lès-Port erreicht. Das Gebiet zeigt ein lockeres Gefüge von Acker- und Wiesland sowie Waldflächen.
Nachbargemeinden von Chaux-lès-Port sind Conflandey und Amoncourt im Norden, Villers-sur-Port im Osten sowie Port-sur-Saône im Süden und Westen.

## Geschichte
Das Gemeindegebiet von Chaux-lès-Port war schon sehr früh besiedelt. In der Höhle Grande-Baume wurden Spuren der Anwesenheit des Menschen im Neolithikum sowie von der Bronze- über die La-Tène-Zeit bis zur Römerzeit entdeckt. Im Mittelalter gehörte Chaux-lès-Port zur Freigrafschaft Burgund und darin zum Gebiet des Bailliage d’Amont. Zusammen mit der Franche-Comté gelangte das Dorf mit dem Frieden von Nimwegen 1678 definitiv an Frankreich.

## Bevölkerung
| Jahr                       | 1962 | 1968 | 1975 | 1982 | 1990 | 1999 | 2006 | 2018 |
| Einwohner                  | 137  | 147  | 118  | 134  | 119  | 123  | 140  | 162  |
| Quellen: Cassini und INSEE |      |      |      |      |      |      |      |      |

Mit 161 Einwohnern (1. Januar 2022) gehört Chaux-lès-Port zu den kleinen Gemeinden des Départements Haute-Saône. Nachdem die Einwohnerzahl in der ersten Hälfte des 20. Jahrhunderts deutlich abgenommen hatte (1891 wurden noch 230 Personen gezählt), wurden seit Beginn der 1960er Jahre nur noch relativ geringe Schwankungen verzeichnet.

## Sehenswürdigkeiten

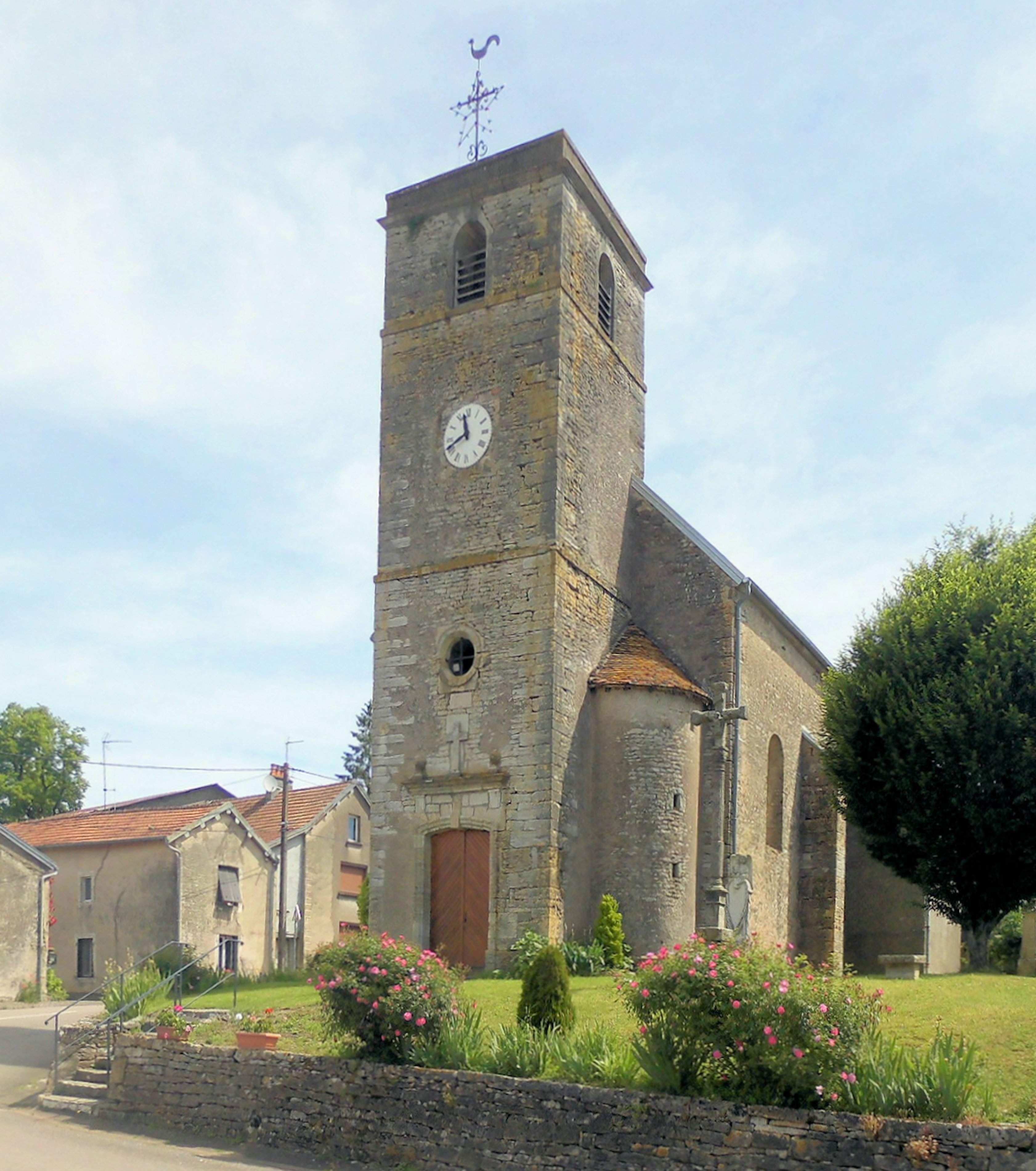
Kirche Saint-Agnan

Die Kirche Saint-Agnan stammt ursprünglich von 1505, wurde 1764 jedoch umfassend restauriert. Sie besitzt ein Madonnenbildnis aus dem 17. Jahrhundert sowie bemerkenswertes Mobiliar und Statuetten.

## Wirtschaft und Infrastruktur
Chaux-lès-Port war bis weit ins 20. Jahrhundert hinein ein vorwiegend durch die Landwirtschaft (Ackerbau, Obstbau und Viehzucht) geprägtes Dorf. Heute gibt es einige Betriebe des lokalen Kleingewerbes. In den letzten Jahrzehnten hat sich das Dorf zu einer Wohngemeinde gewandelt. Viele Erwerbstätige sind deshalb Wegpendler, die in den größeren Ortschaften der Umgebung und in der Agglomeration Vesoul ihrer Arbeit nachgehen.
Der Ort liegt abseits der größeren Durchgangsachsen an einer Departementsstraße, die von Port-sur-Saône nach Baulay führt. Eine weitere Straßenverbindung besteht mit Villers-sur-Port. Durch das Gemeindegebiet verläuft die 1858 eröffnete Eisenbahnlinie von Vesoul nach Langres. Der nächste Bahnhof befindet sich in Port-sur-Saône.